# Симонов монастырь
Си́монов Успе́нский монасты́рь — монастырь, основанный в XIV веке преподобным Фёдором. Являлся одним из самых крупных и богатых монастырей Москвы. В XVI—XVII веках входил в пояс укреплений, защищавших подступы к городу с юга. Монастырь был подсуден великому князю и использовался как место заточения политических противников режима. При советской власти обитель упразднили в 1920 году, а в 1930-м уничтожили большинство построек.
Монастырь находится в современном Даниловском районе Москвы.

## История

### XIV—XVII века
Монастырь основал в 1370-х годах преподобный Фёдор, племянник Сергия Радонежского, при правлении князя Дмитрия Донского. Согласно другой версии, обитель появилась во времена княжения Симеона Гордого. Первоначально монастырь находился в четверти километра южнее на берегу Москвы-реки, на месте основанной св. Фёдором церкви Рождества Пресвятой Богородицы, которая в XVI веке стала каменной и сохранилась в перестроенном виде. По преданию, земли для строительства пожертвовал князь (из греков) Степан Васильевич Ховрин, принявший иночество с именем Симон, от чего и произошло название монастыря. Вначале, по значению соборного храма в честь Успения Богоматери, монастырь именовался в грамотах: монастырь Пречистыя Богородицы что на Симонове; позже (после освящения в 1593 году над западными воротами Спасской церкви) называть стали Спасским на Симонове или Спасосимоновым, а со второй половины XVII века — просто Симоновым..
В 1379 году на новом месте был заложен каменный храм во имя Успения Пресвятой Богородицы, а вокруг него — кельи для братии. Пятиглавый собор строился 26 лет и был освящён в 1405-м, после чего в него поместили Тихвинскую икону Богоматери. Внутри и снаружи его расписали изображениями угодников Божьих и сюжетами из Священного Писания. Пятиярусный резной иконостас церкви вызолотили червонным золотом, в первом ярусе было 8 икон греческого письма.
Преподобный Сергий Радонежский считал Симонов монастырь «отраслью» Троице-Сергиевой лавры и всегда останавливался в нём во время приездов в Москву. В стенах обители обучались известные церковные деятели: Кирилл Белозерский, митрополит Иона, митрополит Геронтий, архиепископ Ростовский Иоанн, патриарх Иосиф. Здесь принял монашество (и был позже погребён) великий князь Константин Димитриевич (сын Димитрия Донского). В XVI веке в монастыре проживали и работали деятель нестяжательства Вассиан и богослов Максим Грек.

Он (Максим Грек) привлек к себе любознательных людей из московской знати, которые приходили к нему побеседовать и поспорить «о книгах и цареградских обычаях», так что Максимова келья в подмосковном Симоновом монастыре стала похожа на ученый клуб.
— Василий Ключевский
В 1476 году от удара молнии упала церковная глава собора. Верх постройки восстановил при правлении Ивана III ученик итальянского зодчего Аристотеля Фиораванти. Ранее считалось, что в XVI веке архитектор Фёдор Савельевич Конь построил башни и стены обители на средства Владимира Григорьевича Ховрина. Однако современные исследователи выражают сомнения, что Фёдор Конь принимал участие в строительстве крепостных сооружений монастыря.
Во время набега Девлет-Гирея в 1571 году по свидетельству Дж. Горсея монастырь был захвачен: «Крымский царь со своими войсками наблюдал этот большой пожар, удобно разместившись в прекрасном Симоновом монастыре на берегу реки в четырёх милях от города, захватив награбленное и отобрав богатство у тех, кто успел спастись бегством от пожара». Укреплённый при Борисе Годунове монастырь успешно отразил набег крымских татар Казы-Гирея в 1591 году.
В 1606 году Симонов монастырь осадили войска Ивана Болотникова, но иноки и служивые люди не сдали монастырь.

…они же разбойницы сие видевше, дерзновение быша, и паки на Коломенское пришедше, и ту сташа, и острог в земли зело крепко учинивше. И тако к Пречистые обители к Симонову монастырю пришедше; ту же во обители московские стрелцы быша: послани от царя Василия в защищение тоя обители иноком… Иноцы же … ставши крепко по православной вере християнской и по благоверном царе и великом князе Василии Ивановиче всеа Русии крепко стояти и битися с ними до смерти, а не здатися им… И ничто же окаянии успеша, но паче сами разбиени быша…— Иное сказание. Смута в Московском государстве. Цитируется по Василий Ключевский
На Пасху 1611 года Симонов монастырь стал прибежищем для москвичей бежавших из горящего города и в итоге стал форпостом для Первого русского народного ополчения. Когда Кремль, Китай-город и Белый город были заняты поляками, Симонов монастырь оставался в руках Москвичей. Осенью 1612 году войска, размещавшиеся в Симоновом монастыре, переходят ко Второму ополчению и до полного освобождения Москвы удерживают форпост, направляя помощь ополчению.
В 1621 году князья Мстиславские в Ярославском уезде подарили монастырю большой земельный вклад: два погоста, село Ивановское, 94 деревни, 13 пустошей и 6 починков с лугами. Они также построили каменную церковь Одигитрии рядом с Успенским собором. В 1623 году с помощью боярина Сулешова было построена деревянная церковь над восточными воротами — во имя Знамения Божией Матери. В конце XVII столетия обители принадлежали почти 2500 крестьянских дворов и 20 тысяч крепостных.
В период с 1630-х до конца 1680-х годов в монастыре заново возвели стены и башни, надстроили их шатрами и отремонтировали храмы. Окружность укреплений составляла 825 метров, высота — около 7 метров. Вдоль стен возвели каменные здания келий, помещение для мастерских и Сушило — хозяйственный корпус. В 1677—1680 годах была заложена Новая трапезная (совмещенная с церковью) по проекту Парфёна Петрова. Однако задуманный стиль постройки не одобрили монастырские власти. Против мастера возбудили судебную тяжбу, а стройку заканчивал до середины 1680-х Осип Старцев. Изначально в ней была основана церковь в честь   преподобного Сергия Радонежского.
Примерно в 1700 году около северной стены была построена небольшая церковь Сошествия св. Духа. Храм (двухэтажный одноглавый с трапезной) был возведён изначально во имя преподобного Ксенофонта и Марии-ангела её; называлась церковь тогда — Ксенофонтовская больничная.

### XVIII—XIX века
При учреждении в 1740-х годах Московской епархии монастырь стал ставропигиальным.
В 1764 Екатерина II решила пополнить казну и провела Секуляризационную реформу, ликвидировав монастырские вотчины. Это привело к упадку многих монастырей, в т.ч. Симонова.
В 1771 году в Москве началась эпидемия чумы. Когда первый чумной госпиталь в Николо-Угрешском монастыре переполнился, руководивший городом генерал-поручик Пётр Дми́триевич Еропки́н устроил новый госпиталь в Симонове монастыре. Братия монастыря большей частью вымерла от чумы, а Архимандрит Гавриил Краснопольский с оставшеюся в живых братиею были переведены в соседний Новоспасский монастырь, где они впоследствии скончались. Главным врачом всех чумных госпиталей был назначен Даниил Самойлович, который сломал стены монастырских келий в Симоновом монастыре и тем самым расширил вместимость госпиталя до 2000 человек. Выздоравливающих переводили в Данилов монастырь. 
После эпидемии чумы монастырь пришёл в запустение. Несмотря на начавшиеся там реставрационные работы указом Святейшего синода от 17 мая 1788 года было предписано «московский Симонов монастырь упразднить… здания Симонова монастыря отдать в ведомство Главного Кригс-Комиссариата, для устройства там госпиталя».
Глава Общества купцов Афанасий Долгов и обер-прокурор Святейшего Синода Мусин-Пушкин А.И. при поддержке новгородского митрополита Гавриила ходатайствовали перед Екатериной II о восстановлении древней святыни. Именным указом Екатерины II от 4 апреля 1795 года монастырь был «обращен в прежнее положение и состояние» и началась реставрация монастыря. Настоятелем назначили архимандрита Игнатия (Ушакова), перемещённого из Большого Тихвинского монастыря Новгородской епархии.
В 1812 году во время оккупации Москвы французами монастырь был разграблен. Паперть соборной церкви и башни заняли под конюшни, в монашеских кельях поселились солдаты. 
На восстановление обители в 1820-е годы поступали средства из казны, организаций и частных лиц. Историк Вадим Пассек писал:

Вскоре явились приверженные к Симоновской обители благодетели, которые исправили необходимые церковные и монастырские нужды, и оказывали пособия к содержанию и обзаведению братии; а щедроты Государя Императора исцелили раны монастыря: все здания, пострадавшие от пожара, были поправлены и приведены в лучший порядок.
В 1821 году новым настоятелем Московского Симонова ставропигиального монастыря был назначен архимандрит Мельхиседек (Сокольников), которому за 30 лет управления удалось основательно отреставрировать и обновить монастырь (в основном, на пожертвования прихожан). При нём все кресты и главы, сделанные ранее из железа, заново были сделаны из меди и покрыты позолотой. В 1826 году при встрече в монастыре настоятель удостоился Высочайшаго благоволения императрицы Марии Феодоровны за устроение монастыря. В те годы монастырь неоднократно посещал и император Николай I.
В 1834 году к Успенскому собору, по правую сторону алтаря, на средства купца Василия Терликова пристроили придел во имя Казанской иконы Божией Матери, а с левой стороны — двухэтажную ризницу.
В 1835 году окончена роспись и возобновлена большая трапезная в теплой Сергиевской церкви (будущей Тихвинской). В том же году снесли старую звонницу конца XVI века из-за ветхости (а бутовые камни от неё использовали для постройки новой). Еще в 1830 году купец Иван Игнатьева (скончался в 1831—1832, похоронен был под алтарём Сергиевской церкви) завещал около 500 0000 рублей монастырю на новую колокольню. И в 1835—1839 годах благодаря этому пожертвованию была построена в северной стене новая колокольня, которую совместили с новыми воротами. Первоначальный проект в стиле классицизм создал зодчий Евграф Тюрин, однако возвели её в русско-византийском стиле по проекту Константина Тона. Высота пятиярусной постройки составляла более 90 метров, на четвёртом ярусе были установлены часы. В тот же период велись работы по перестройке Новой трапезной с возведением двух приделов. Также реконструировали Знаменскую церковь над восточными воротами, ремонтировали настоятельские и братские келлии; вся монастырская ограда была покрыта железом; в Спасской церкви (в честь Происхождения Честных Древ Животворящего Креста Господня) над западнымии воротами возобновлена живопись; алтарь большого Успенского собора также был возобновлен..
В 1891 году московский городской голова сообщил, что московский купец И. И. Старцев (выиграв по государственному займу 200 тыс.руб.) отчислил 95 тыс.руб. на реставрацию храмов Симонова монастыря. Для координации работ была образована при Московской Думе реставрационная комиссия при участии Императорского Московского Археологического Общества).
На начало XX века при монастыре работали церковноприходская школа и общество трезвости.

### После революции
После Октябрьской революции в 1918 году монастырские ценности передали в Оружейную палату. В 1923-м обитель закрыли, а в Тихвинской церкви с трапезной устроили Музей военно-крепостной обороны. Директор Василий Иванович Троицкий наладил отношения с церковной общиной: разрешил службы в одном из храмов монастыря в обмен на предоставление сторожей и дворников. Через три года провели ремонтно-реставрационные работы стен и башен под руководством архитекторов Научно-реставрационного центра имени Грабаря — Николая Марковникова, Николая Жукова, Дмитрия Сухова. В 1928 году обрушилось парадное крыльцо Новой трапезной. В том же году московское коммунальное хозяйство уничтожило монастырское кладбище, оставив несколько памятников общественных деятелей.
В 1929 году территорию монастыря выбрали для строительства Дворца культуры Пролетарского района. В ночь на 21 января 1930 года были взорваны постройки обители. Снесли пять из шести церквей, в том числе Успенский собор, колокольню, надвратные храмы, Сторожевую и Тайницкую башни с прилегающими к ним постройками. В ходе сноса уцелели южная стена с тремя башнями, трапезная с Тихвинской церковью и некоторые служебные постройки. На месте уничтоженного собора и некрополя в 1937-м воздвигли Дворец культуры ЗИЛа по проекту архитекторов Леонида и Александра Весниных. До середины 1950-х годов здания монастыря использовались для бытовых нужд, в основном как жильё для рабочих близлежащих заводов. В 1960-х переоборудовали постройки для размещения в них цеха промкомбината «Рыболов-спортсмен».
В 1991 году монастырь был передан Русской православной церкви, которая отреставрировала обвалившуюся Новую трапезную, а в июле 1992-го в ней состоялась первая служба.
Хозяйственный корпус Сушило внесён в Красную книгу Архнадзора (электронный каталог объектов недвижимого культурного наследия Москвы, находящихся под угрозой).
В Третьяковской галерее находятся четыре иконы, связанные с Симоновым монастырём:
- Богоматерь Одигитрия, около 1397 года (моск. школа), принесённая в 1397 году в Белозерский край Кириллом Белозерским из московского Старого Симонова монастыря и до 1917 года находившаяся в Успенском соборе Кирилло-Белозерского монастыря. В галерею поступила в 1931 году из Центральных государственных реставрационных мастерских;
- Владимирская икона Божией Матери, первая половина XVI века из собора Симонова монастыря, откуда поступила в галерею в 1931 году;
- Богоматерь из деисусного чина, вторая половина XVI века, поступившая в 1930 году из фонда Московского отдела народного образования;
- складень трёхстворчатый из ризницы Симонова монастыря (в её описи сказано, что этим складнем Сергий Радонежский благословил иноков Пересвета и Ослябю перед Куликовским сражением; однако современная датировка относит его к середине XVII века, московской школы). Поступил из ризницы монастыря в 1930 году. На среднике изображён Спас Смоленский с припадающими Николой и Кириллом Белозерским и двумя ангелами, на створках предстоящие Богоматерь и Иоанн Предтеча[40].

## Архитектурный ансамбль
Сохранившиеся постройки:
- Южная часть стены и три башни: Дуло, Кузнечная и Солевая
- Новая трапезная палата с церковью Тихвинской иконы Божией Матери
- Старая трапезная палата (келарский корпус)
- Хозяйственный корпус «Сушило» («Солодежня»)
- Казначейские кельи

Разрушенные постройки:
- Остальная часть стены, Сторожевая и Тайницкая башни
- Успенский собор
- Колокольня
- Спасская церковь над западными воротами
- Церковь Сошествия Святого Духа близ северной ограды
- Церковь Знамения Пресвятой Богородицы над восточными воротами

### Крепостная стена и башни
Крепость имела пять башен: сохранившиеся — Дуло, Кузнечную и Солевую, а также разрушенные в 1930-м — Сторожевую и Тайницкую. Укрепления возвели в XVII веке, предположительно, по проекту Антипа Константинова. В описи 1741 года о стене сказано: «Вкруг монастыря на каменной ограде и на двух башнях и на кельях… кровли тесовые ветхи, надлежит оные собрав и покрыть вновь в два теса, подкладывая под спаи дрань; помянутая ограда вокруг мерою 300 саж., шириною 4 арш., башни длиною по 10 арш., шириной по 6 арш».
- Башня Дуло — самая большая крепостная башня в Москве[44]. Она располагается в юго-западном углу стены монастыря, стратегически наиболее важном, построена в 1630—1640 годах[45]. Имела четыре яруса бойниц, на втором и третьем были устроены взвозы для подъёма оружия и боеприпасов. Во второй половине XVII века башню надстроили каменным шатром на месте демонтированной парапетной стенки[46].
- Кузнечная башня находится между Дуло и Солевой, имеет в плане пятиугольную форму. Она была построена единовременно со всем комплексом монастырских укреплений и в конце XVII века надстроена каменным шатром, покрытым красной черепицей. После закрытия монастыря в 1920-х годах в нижнем ярусе находилась ремонтная мастерская. В начале 1930-х годов прясло южной стены, примыкавшее к Кузнечной башне с востока, было полностью уничтожено[47].
- Солевая башня представляет собой девятнадцатигранник с нижним и средним боями в арочных нишах[48]. На двух башнях (Дуло и Сторожевая) в 1830-е годы были установлены на вызолоченных шарах два парящих ангела с трубами.[5]

К. Я. Тромонин в книге «Достопамятности Москвы» приводит следующую информацию о названиях башен:

Покойный Архимандрит Воскресенского монастыря Арсений рассказывал, что башни, построенные вокруг Симонова монастыря, у ограды, по преданию, известному ему ещё в малолетстве, называются: 1. Dura, Крепкая. 2. Firma, Непоколебимая, 3. Valida, Сильная. 4. Robusta, Твердая. 5. Fortis, Неустрашимая. Названия сии древние, об этом слышал он, учась в семинарии, от старших учителей.
— 
В крепостной стене в разное время существовало пять ворот (на 1930-й год было трое ворот).:
- Северные (Святые) — появились позже других (в конце 1830-х годов вместе с колокольней); располагались в первом ярусе новой колокольни.
- Западные — со стороны набережной Москвы-реки, с надвратной Спасской церковью; до постройки новой колокольни выполняли роль главных, Святых врат.
- Водяные — тоже со стороны набережной Москвы-реки, непосредственно за казначейским корпусом; относительно рано были заложены.
- Южные (Боковые) — были расположены в прясле между башнями Дуло и Кузнечной, затем заложены и закрыты изнутри постройкой XIX века; частично восстановлены в 60-х годах XX века [50].
- Восточные (Луговые) — с надвратной церковью Знамения Пресвятой Богородицы (с 1834 года — во имя Николая чудотворца).

Стены и башни (строения 2, 6, 8) внесены в Красную книгу Архнадзора (электронный каталог объектов недвижимого культурного наследия Москвы, находящихся под угрозой).
- Башни монастыря
- Сторожевая башня (не сохранилась)
- Тайнинская башня (не сохранилась)
- Башня Дуло, 2023 год
- Кузнечная башня, 2010 год
- Солевая башня, 2023 год

### Новая трапезная с церковью Тихвинской иконы Божией Матери
Возведение Новой трапезной было начато в 1680 году Парфёном Петровым на средства царя Фёдора Алексеевича. При строительстве нового здания архитектор использовал детали древней московской архитектуры, которые не пришлись по духу монастырским властям. Они возбудили против мастера судебную тяжбу, и три года спустя трапезная была перестроена заново в стиле московского барокко архитектором Осипом Старцевым. Новая трапезная стала одним из самых значительных сооружений конца XVII века. Пышно украшенное здание было ярко раскрашено «в шахмат» — стиль росписи, имитирующий каменную огранённую кладку. С севера перед трапезной была сделана большая со сводами паперть, а к западу от неё — палаты царя Феодора Алексеевича, в которых он жил во время постов (позже они стали братской зимней трапезной). Над папертью была сделана четырехугольная башня с открытой галереей, с которой открывался отличный вид на Москву-реку и Кремль.
В октябре 1798 года в трапезной на средства купца и московского городского головы Афанасия Долгова устроили два придела: первый — во имя Афанасия Александрийского и мученика Гликерии, второй — в честь преподобных Ксенофонта и Марии. В 1806-м по прошению жены Валентина Мусина-Пушкина был освящён южный придел во имя святого мученика Валентина (над могилой мужа, умершего в 1804).
В 1840 году существовавший ранее в трапезной церкви престол во имя преподобного Сергия переосвятили в честь Тихвинской иконы Божией Матери. Тогда же с южной и северной сторон пристроили новые приделы на месте существовавших ранее, в частности, с северной стороны был устроен предел во имя преп. Сергия Чудотворца (при поддержке статского советника Г. Лепехина).
В 1910—1911 годах на средства Анны Бахрушиной осуществили капитальный ремонт постройки: отштукатурили, украсили, сделали новые потолки и подоконники.
После революционных событий в 1923 году Тихвинский храм и трапезная стали частью музея. В 1928 году обрушилось парадное северное крыльцо. Через год правление рабочего дворца «Пролетарская кузница» запросило разрешение "на переоборудование трапезной Симонова монастыря под театр для рабочих Ленинской слободы. Однако прошение не приняли. После взрыва монастыря трапезная, как и другие уцелевшие постройки, использовалась как жильё.
В 1982 году в трапезной находилось главное помещение промкомбината. Учреждённое в 1990-е годы Патриаршее подворье с приходом для инвалидов по зрению и слуху смогло частично отреставрировать и занять церковь и трапезную. По состоянию на 2022 год в церкви проходят службы.
Трапезная и церковь внесены в Красную книгу Архнадзора (электронный каталог объектов недвижимого культурного наследия Москвы, находящихся под угрозой).

### Успенский собор
Заложен собор был в 1379, а освящен в 1405 году. Высота с крестом была около 25 сажен.
Иконостас собора был написан в 1404—1405 годах Максимом Греком  и Андреем Рублёвым. В нижнем ярусе иконостаса находились иконы: «Успение Пресвятой Богородицы», «Живоначальной Троицы», Тихвинская икона Божией Матери(список), Симоновская Казанская икона Божией Матери. В местном ряду был расположен образ «Спас Вседержитель». В храме хранился золотой крест, украшенный драгоценными камнями, — дар царевны Марии Алексеевны. Собор был взорван в 1930-м вместе с другими постройками.
В записях архидиакона Павла Алеппского, посетившего Симонов монастырь вместе с патриархом Антиохийским Макарием в феврале 1656 года, собор описан так: 

Нас повели вверх в высокую церковь с одним куполом, в ней мы отстояли часы и вечерню. Облачив нашего владыку патриарха, мы вышли в нарфекс и отслужили царский молебен… Эта церковь весьма высока, с тремя железными дверями. Что касается царских врат, то мы ещё не видывали подобных им по их высокой ценности, ибо они сплошь покрыты золотом, серебром и драгоценными каменьями.
В 1834 году старанием архимандрита Мельхиседека к Успенскому собору были пристроены (к обеим сторонам алтаря): по правую сторону — каменный придел во имя  Казанской Божей Матери, а по левую — двухэтажная ризничная палата. Купола на приделе и ризнице были покрыты белым листовым железом, средняя глава собора и кресты вызолочены червонным золотом. Другие четыре главы собора были покрашены в голубой цвет и украшены звёздами из позолоченной меди.
Золочёные Царские врата начала 1680-х годов, изъятые большевиками при разрушении монастыря, находятся ныне в постоянной экспозиции древнерусской иконописи XIV — начала XVIII века Государственного Эрмитажа в Санкт-Петербурге: «Украшенные сквозной объёмной резьбой створы врат являются ярким образцом так называемой флемской рези».

### Колокольня
Церковь Иоанна Постника и Александра Невского.
Первая была построена в середине XVI века высотой 8 сажен с двумя приделами во имя Архангела Михаила и Николая Чудотворца рядом с Успенским собором.. В 1835 году колокольню за ветхостью полностью разобрали, а крупные камни использовали для основания новой. Новую колокольню (вместе с воротами в северной стене) строили с 1835 по 1839 год по проекту Константина Тона. 
Новая пятиярусная колокольня была полностью отделана в 1840 году, но не сохранила прежних храмовых престолов. На первом ярусе находились Святые врата, на втором — храм во имя Александра Невского и Иоанна Цареградскаго, на третьем — колокола, на четвёртом — боевые часы, а на последнем — круглая лестница в главу. Высота колокольни с крестом составляла почти 100 метров (44 сажени с аршином). В основании её была положена бронзовая закладная доска с вырезанной на ней надписью об основании колокольни в 1835 с упоминанием императора Николая I, настоятеля Мельхиседека, архитектора Тона, а также купца Игнатьева. Глубина фундамента была около 3 саженей (около 6,5 метров). На колокольном ярусе самым крупным был 1000-пудовый колокол 1677 года выпуска (с надписью с упоминанием царя Федора Алексеевича и о том, что лил колокол мастер Харитонка Иванов сын Попов с товарищем). Второй по весу колокол в 360 пудов был отлит в 1655 году (с надписью с упоминанием царя Алексея Михайловича и о том, что лил колокол мастер Александр Григорьев). Третий по весу колокол в 150 пудов 1621 года (с упоминанием мастера Кирило Самойлова). Четвёртый по весу в 60 пудов 1627 года (с упоминанием мастера Богдана Васильева). Кроме того, было на колокольне ещё восемь колоколов меньшего размера без надписей. Глава и крест колокольни были обиты медью и позолочены червонным золотом. В 1929 году при советской власти был начат разбор колокольни, окончательно снесена вместе с частью монастыря в 1930 году.

### Спасская церковь над западными воротами
Была построена в 1591—1593 годах в честь победы над войсками татарского хана Казы-Гирея. 
Торжественно освящена в начале августа  1593 году патриархом Иовом в присутствии царя Фёдора Ивановича с боярами; высота с крестом была около 14 саженей. На храмовый праздник в монастыре было установлено торжественное празднование с крестным ходом. Во всех документах ранее XIX века именовалась Храмом Происхождения честных древ животворящего Креста Господня. С середины XIX века именовалась преимущественно Спасской. Храм представлял собой бесстолпный четверик с одной главой. В нижнем ярусе находились ворота, в верхнем — безапсидная церковь. Завершение храма было установлено на пирамиде из трёх рядов полуциркульных кокошников.
Вид церкви в описи монастырских церквей, произведённой в 1783 году: 

Церковь каменная над монастырскими воротами от Москвы-реки во имя происхождения честного креста господня. В ней царские двери столбцы ясень, обложены акладом серебряным золоченым.
В начале 1820-х годов в храме производились ремонтные работы. В 1823-м создали новый иконостас, через десять лет расписали западные ворота под церковью и вызолотили главу.
В 1930 году снесена вместе с воротами и большей частью монастыря.

### Церковь Сошествия Святого Духа (Александра Свирского)
Представляла собой двухэтажный одноглавый храм. Примыкала к больничному корпусу (больничным кельям) у северной стены. Была построена около 1700 года при поддержки царевны Марии Алексеевны и освящена во имя святых Ксенофонта и Марии (называлась Ксенофонтовской больничной). В 1774 году в трапезе церкви был устроен небольшой придел во имя  Сошествия Святого Духа. В 1796—1798 годах было решено перенести престол во имя преп.Ксенофонта и Марии в Сергиевскую трапезную часть церкви (будущая Тихвинская церковь), а на его место перенесли из трапезной в настоящую церковь престол во имя Сошествия Св. Духа. Храм стал называться церковь Сошествия св. Духа.
Глава и крест церкви в 1829 году были покрыты медью и позолочены, в нижнем этаже устроены братские келлии. В 1852—1853 годах отреставрировали церковь (обновив иконостас) при поддержке г-жи Алябьевой и переосвятили храм во имя преподобного Александра Свирского. С тех пор церковь стала именоваться церковь преп. Александра Свирского. Под церковью существовала усыпальница.
В 1930 году снесена вместе с большей частью монастыря.

### Церковь Знамения Пресвятой Богородицы над восточными воротами
Основана надвратная деревянная церковь около 1623 года на средства боярина Юрия Сулешова рядом с Успенским собором. Долгое время была за ветхостью упразднена. В 1834 году была перестроена по проекту Евграфа Тюрина и переосвящена во имя Николая Чудотворца (согласно желанию усердной вкладчицы г-жи Боборыкиной в память мужа Николая Боборыкина, похороненного в 1822 в Симоновом монастыре). В 1837 году иконостасный мастер Петр Миронов сделал иконостас по рисункам (сочиненным архитектором Быковским) над восточными воротами в храме святителя Николая чудотворца, что при больнице.
В 1930 году снесена вместе с большей частью монастыря.

## Некрополь
В монастырском соборе были захоронены — сын Дмитрия Донского Константин Дмитриевич (Кассиан), князья Мстиславские, Темкины-Ростовские, Сулешевы, бояре Головины и Бутурлины. В монастырском соборе в 1616 похоронили Симеона Бекбулатовича — крещёного касимовского царевича; в 1606 году он был пострижен на Соловках и умер в Симоновом монастыре под именем схимника Стефана..
На территории Симонова монастыря находился обширный некрополь, в котором были похоронены поэт Дмитрий Веневитинов, писатель Сергей Аксаков, его сын Константин Аксаков, композитор Александр Алябьев, коллекционер Алексей Бахрушин, сподвижник Петра I Фёдор Головин, а также многочисленные представители старинных русских дворянских фамилий — Загряжские, Оленины, Дурасовы, Вадбольские, Соймоновы, Муравьёвы, Исленьевы, Татищевы, Нарышкины, Шаховские, Петрово-Соловово.
В 1930-х годах одновременно с монастырём уничтожили и некрополь. С разорённого кладбища на Новодевичье перенесли останки поэта Дмитрия Веневитинова и писателей Аксаковых. На месте захоронений устроили гальванический, а потом столярный цеха.
После передачи монастыря церкви, во время строительных работ 1990-х годов, некоторые останки были найдены и вновь захоронены.
Все могилы, находящиеся здесь, были разрушены и осквернены. Многие останки были обретены во время того, как вывозился строительный мусор отсюда. Проведена большая работа по идентификации и разделению останков человека от животных. После чего останки, которые соответствуют останкам человека, были здесь в некрополе с отданием необходимых почестей и обрядов захоронены.Протоиерей Андрей Горячев

## Настоятели монастыря
- архимандрит Феодор (1370—1388)
- архимандрит Кирилл Белозерский (1388—1396?)
- архимандрит Иларион (1396—1406)
- архимандрит Сергий (Азаков) (1406—1423)
- архимандрит Варфоломей (уп. в 1436)
- архимандрит Геронтий (1444—1453)
- архимандрит Аарон (1481—1482)
- архимандрит Нифонт (1482—1484)
- архимандрит Зосима (Брадатый) (1485—1490)
- архимандрит Вассиан (1502—1506)
- архимандрит Варлаам (1506—1511)
- архимандрит Иоанн (1514—1520)
- архимандрит Гурий (Заболотский) (? — 1539)
- архимандрит Савва (Чёрный) (1543—1544)
- архимандрит Трифон (Ступишин) (1544—1549)
- архимандрит Филофей (1560—1562)
- архимандрит Иов (1571—1575)
- архимандрит Сильвестр
- архимандрит Павел (сентябрь 1612 — август 1613)
- архимандрит Левкий (1620—1634)
- архимандрит Иосиф (Дьяков) (1639—1642)
- архимандрит Мисаил (1666—1667)
- архимандрит Варсонофий (Чертков) (1667—1671)
- архимандрит Павел (май 1671—1674)
- архимандрит Гавриил (Домецкий) (1679—1691)
- архимандрит Рафаил (Краснопольский) (1704—1708)
- архимандрит Иосиф Туробойский (с 1708)
- архимандрит Дорофей (Короткевич) (1710—1712)
- архимандрит Петр (Смелич) (января 1713 — 31 июля 1725)
- архимандрит Амвросий (Юшкевич) (10 июня 1734—1736)
- архимандрит Лука (Конашевич) (20 октября 1735—1737)
- архимандрит Гавриил (Краснопольский) (24 марта 1745 — 24 сентября 1771)
- архимандрит Амвросий (Андреевский) (18 января 1772 — 4 марта 1783)
- Иоанникий (Гаврилов) (до 6 октября 1776)[74]
- Дорофей (1783)[75]
- архимандрит Павел (Пономарёв) (27 ноября 1783—1785)
- архимандрит Игнатий (Ушаков) (23 апреля 1795 — 3 августа 1796)
- архимандрит Иоанн (Терликов) (1797 — 15 февраля 1810)
- архимандрит Герасим (Князев) (15 февраля 1810—1821)
- архимандрит Мельхиседек (Сокольников) (1821—1851)
- архимандрит Аполлоний (Матвеевский) (1851—1861)
- архимандрит Порфирий (Попов) (1861—1864)
- архимандрит Гурий (Карпов) (13 сентября 1865—1866)
- архимандрит Евстафий (Романовский) (1866—1881)
- архимандрит Иоанн (Митропольский) (26 марта 1881 — 12 августа 1889)
- архимандрит Андрей (Садовский) (1889 — 26 апреля 1893)
- архимандрит Арсений (Изотов) (9 октября 1893—1894)
- епископ Иоанн (Кратиров) (12 марта 1903 — 5 декабря 1908)
- епископ Мисаил (Крылов) (21 ноября 1908 — 21 сентября 1917) (при нём в 1914—1916 наместником был архимандрит Филарет (Яценко))
- архиепископ Назарий (Кириллов) (28 сентября 1917 — 27 сентября 1919)
- архимандрит Петр (Руднев) (1920—1921)
- митрополит Иаков (Пятницкий) (1921—1922)